# Village-Neuf
Village-Neuf es una comuna francesa de la aglomeración trinacional de Basilea, situada en la circunscripción administrativa de Alto Rin y, después del 1.° de enero de 2021, en el territorio de la Colectividad Europea de Alsacia, en la región de Grand Est.

## Demografía
| 2517 | 2729 | 2811 | 2922 | 2920 | 3108 | 4356 |
| Para los censos de 1962 a 1999 la población legal corresponde a la población sin duplicidades (Fuente: INSEE [Consultar]) |      |      |      |      |      |      |